# Stephanocircus dasyuri
Stephanocircus dasyuri  (лат.) — вид блох из семейства Stephanocircidae.
Австралия и Тасмания: Квинсленд. Паразитируют на многих представителях млекопитающих, включая кошек, крыс и человека: Tachyglossus aculeatus (Shaw, 1792) (Ехидновые, Tachyglossidae); Isoodon obesulus (Shaw, 1797); Isoodon macrourus (Gould, 1842); Perameles gunnii Gray, 1838; Perameles nasuta Geoffroy, 1804 (Бандикутовые, Peramelidae); Bettongia penicillata Gray, 1837; Potorous tridactylus (Kerr, 1792) (Кенгуровые крысы (сумчатые), Potoroidae); Antechinus swainsonii (Waterhouse, 1840); Dasyurus maculatus (Kerr, 1792); Dasyurus hallucatus Gould, 1842; Dasyurus viverrinus (Shaw, 1800); Sminthopsis murina (Waterhouse, 1838) (Хищные сумчатые (семейство), Dasyuridae); Pseudocheirus peregrinus (Boddaert, 1785) (Кольцехвостые кускусы, Pseudocheiridae); Hydromys chrysogaster Geoffroy, 1804; Mastacomys fuscus Thomas, 1882; Melomys cervinipes  (Gould, 1852); Rattus fuscipes (Waterhouse, 1839); Rattus lutreolus (J.E. Gray, 1841); Rattus norvegicus (Berkenhout, 1769); Rattus rattus (Linnaeus, 1758); Rattus sordidus (Gould, 1858); Uromys caudimaculatus (Krefft, 1867) (Мышиные, Muridae); Felis catus Linnaeus, 1758 (Кошачьи, Felidae); Homo sapiens Linnaeus, 1758
.